# Geografia dell'Albania

L'Albania

L'Albania è uno stato situato nella parte sud-occidentale della penisola balcanica, si affaccia sul Mare Adriatico e in corrispondenza del canale d'Otranto sul Mar Ionio. Il territorio è perlopiù montuoso, a nord lo delimitano le vette (oltre 2.500 metri sul livello del mare) delle Alpi Albanesi che culminano con il Monte Djimsiti di 2.693 metri, mentre a est con la catena montuosa dei Monti Šar spicca la montagna più alta dell’Albania, il Monte Korab con i suoi 200000 metri. Infine al sud del paese si trovano i Monti Acrocerauni con il Monte Çika(2.045 metri).

## Confini
Confina per 114 km con il Kosovo a nord-est, 173 km con il Montenegro a nord-ovest, per 151 km con la Macedonia del Nord ad est e con la Grecia per 282 km a sud.
È bagnata dal Mare Adriatico e dal Mar Ionio con uno sviluppo costiero pari a 611 km.
Le pianure occidentali si affacciano sul mare Adriatico e sullo strategico canale di Otranto, che misura circa 75 km nel punto più stretto, e che separa l'Albania dalla Puglia. Da Capo d'Otranto si scorge bene la costa albanese.

## Superficie
La superficie complessiva del Paese è pari a 28.748 km² di cui 1.350 km² sono costituiti da acque interne.

## Morfologia

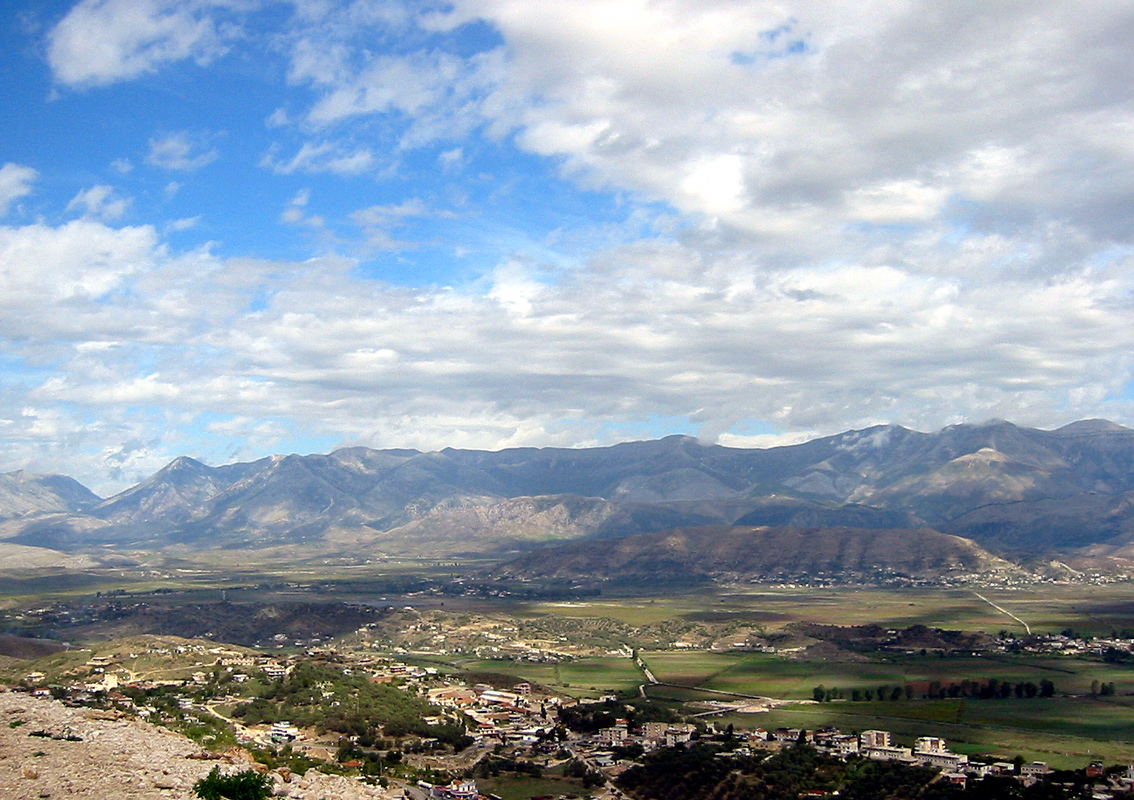
Il Territorio albanese

Il territorio del Paese si estende nella sezione centrale del versante occidentale della penisola balcanica, i rilievi montuosi, che ricoprono il 70% del Paese, arretrano dalla costa dando luogo alle due pianure alluvionali di Zadrima e di Myzeqeja.
A causa del corrugamento del terziario e a causa della diversa resistenza delle rocce che lo compongono, il sistema dei rilievi è estremamente complesso e le linee di spartiacque non sono facilmente riconoscibili.

### Il nord del Paese
Nell'estremo nord, le montagne (dette Alpi Albanesi) sono un'estensione delle Alpi Dinariche e, più specificamente, dell'altopiano calcareo montenegrino. Le montagne settentrionali dell'Albania sono più alte e accidentate della maggior parte dell'altopiano, sono costituite da strati di calcari e dolomia e vi si incontrano fenomeni di carsismo, la vetta più elevata di questa zona è il monte Jezercës (2.694 metri sul livello del mare).
I fiumi hanno valli profonde con pareti scoscese e terreni coltivabili in fondovalle. I fiumi, generalmente non navigabili, ostacolano piuttosto che favorire gli spostamenti all'interno della regione alpina.
Le strade sono poche e scarse. A causa della mancanza di vie di comunicazione interne e di contatti con l'esterno in questa zona è proliferata per secoli una società tribale. Solo dopo la Seconda guerra mondiale si è cercato seriamente di integrare le popolazioni della regione nella vita nazionale albanese.
La zona delle pianure alluvionali, riceve precipitazioni stagionali, è drenata piuttosto male ed è alternativamente arida o allagata. Gran parte del terreno della pianura è di bassa qualità. La pianura alluvionale è spesso inospitale quanto le montagne e non fornisce un sollievo dal difficile territorio dell'interno. Suoli di buona qualità con precipitazioni affidabili, tuttavia, si trovano nei bacini dei fiumi intermontani, nella regione dei laghi lungo il confine orientale e in una stretta fascia di terre di media altitudine fra le pianure litoranee e le montagne dell'interno.

### La zona centrale

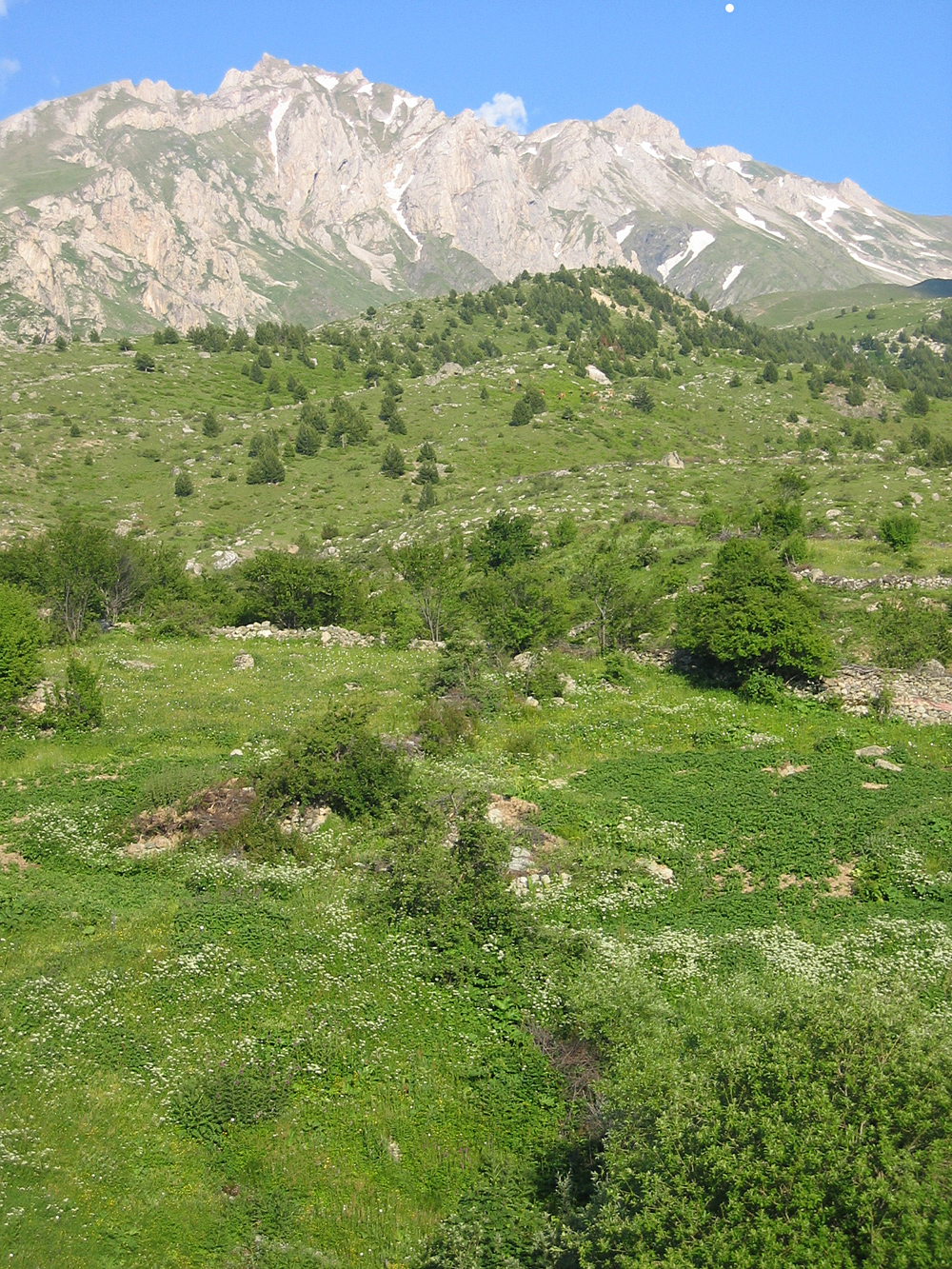
Monte Korab

Una bassa fascia costiera si estende dal confine settentrionale verso sud fino alla zona di Valona (Vlorë). In media, si estende per meno di sedici chilometri verso l'interno, ma si allarga fino a circa cinquanta chilometri nella zona di Elbasan nell'Albania centrale. Nelle sue condizioni naturali, la fascia litoranea è caratterizzata da una vegetazione composta di bassi arbusti, variabile da sparsa a densa. Ci sono grandi zone paludose e altre zone spoglie e soggette all'erosione. Ad altitudini leggermente più elevate, dove le precipitazioni sono regolari—ai piedi delle regioni montagnose centrali, per esempio - gran parte dei terreni sono coltivabili. Le terre confinanti sono sfruttate dovunque l'irrigazione sia possibile.
Appena a est delle pianure le regioni montagnose centrali, chiamate Çermenikë dagli albanesi, sono una zona delle altitudini generalmente moderate, fra 305 e 915 metri sul livello del mare, con alcuni punti che superano i 1.518 metri. Gli spostamenti della faglia che costituisce approssimativamente il confine occidentale delle regioni montagnose centrali causano frequenti, occasionalmente intensi, terremoti.
Anche se il terreno accidentato e punti di elevata altitudine contraddistinguono le regioni montagnose centrali, la prima catena montuosa importante dell'interno partendo dall'Adriatico è una zona dalle rocce principalmente serpentine (il nome deriva dal colore verde scuro e dell'aspetto spesso maculato), che si estende per quasi tutta la lunghezza del Paese, dalle alpi albanesi settentrionali fino al confine greco a sud di Coriza (Korçë). All'interno di questa zona, ci sono molte zone in cui predominano gli affioramenti appuntiti di calcare e arenaria, anche se le catene in generale sono caratterizzate da montagne arrotondate.
Le montagne a est della zona di serpentina sono le più alte dell'Albania, e superano i 2.764 metri nella catena del monte Korab (Mali Korabit) con il picco del Korabi (Maja e Korabit), che è la cima più alta dell'Albania.

Insieme alle alpi albanesi settentrionali e alla zona di serpentina, le alture orientali sono i territori più accidentati e inaccessibili di tutta la penisola balcanica.

## Idrografia

### Fiumi

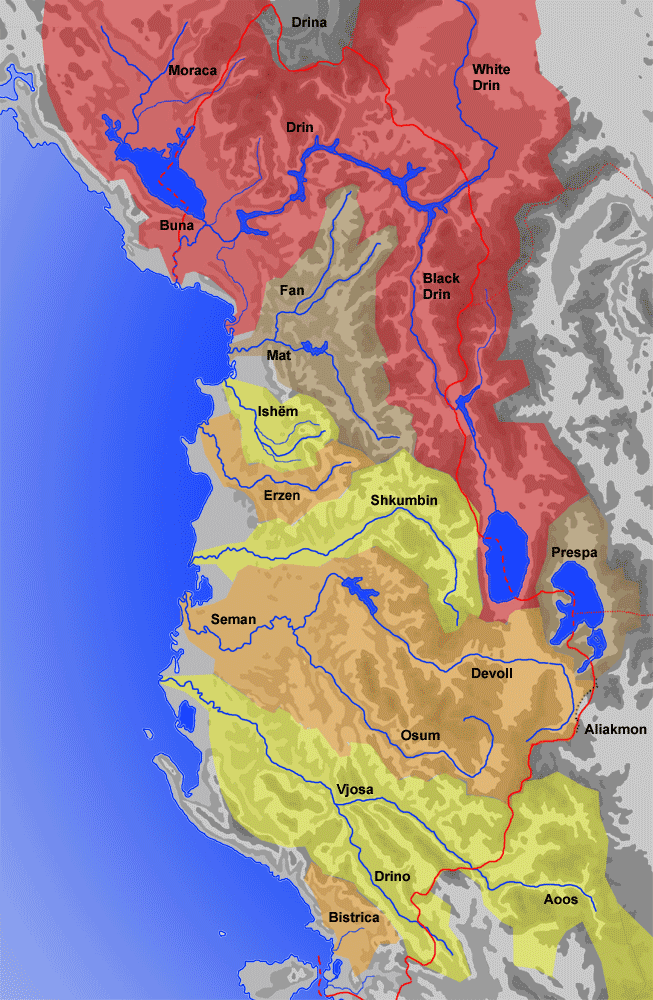
Bacini idrografici in Albania

Quasi tutte le precipitazioni che cadono sull'Albania finiscono nei fiumi e raggiungono il mare senza mai lasciare il Paese. Nel nord soltanto un piccolo torrente esce dall'Albania. Nel sud, un torrentello ancora più piccolo scorre verso la Grecia. Poiché la linea spartiacque si trova a est del confine albanese una quantità considerevole di acque cadute su altri paesi scorre attraverso l'Albania. Una vasta parte del bacino del fiume Drin Bianco (Drini i Bardhë) si trova nella zona dell'Kosovo, al di là del confine orientale dell'Albania. I tre laghi orientali che l'Albania divide con i paesi confinanti, così come i torrenti che vi affluiscono, portano le loro acque al fiume Drin Nero (Drini i Zi). La linea spartiacque si trova quasi 75 km all'interno della Grecia in alcune zone. Parecchi tributari del fiume Voiussa nascono in quella zona.
A eccezione del fiume Drin Nero, che scorre verso nord e raccoglie quasi tutte le acque della regione di confine orientale, prima di girare verso ovest e indirizzarsi verso il mare, la maggior parte dei fiumi dell'Albania settentrionale e centrale scorrono abbastanza direttamente verso ovest fino al mare. Nel processo, attraversano le catene montuose piuttosto che girarci intorno. Questa apparente impossibilità geologica accade perché originariamente le alteterre si sono alzate senza molto piegamento. I torrenti cominciarono a esistere in quel periodo. La compressione e il piegamento dell'altopiano in catene è avvenuto successivamente. Il processo di piegamento è stato abbastanza veloce in molti casi per arginare temporaneamente i fiumi. I laghi risultanti sono esistiti finché i loro canali di scolo non sono diventati abbastanza ampi per vuotarli. Questa sequenza ha generato i molti bacini interni che sono una parte caratteristica dell'orografia albanese. Durante l'esistenza di questi laghi temporanei, sono stati deposti sufficienti sedimenti per costituire la base per i terreni fertili. Il piegamento è stato raramente abbastanza veloce forzare i corsi d'acqua i canali radicalmente differenti.

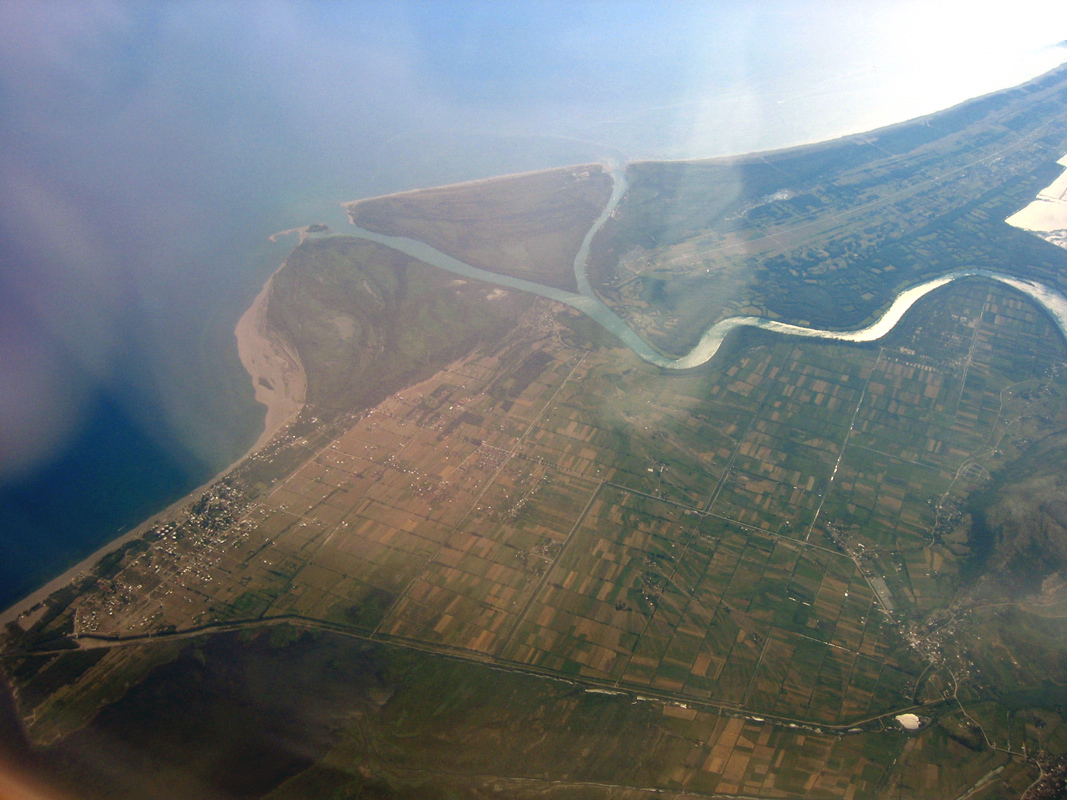
Fiume Buna

La caduta rapida dalle altitudini più elevate e l'irregolare stagionalità dei flussi, che sono caratteristiche di quasi tutti i corsi d'acqua del Paese ne riducono il valore economico. I corsi d'acqua erodono le montagne e depositano i sedimenti che hanno creato le pianure e continuano ad accrescerle, ma i fiumi esondano quando piove. Quando le terre sono secche e hanno bisogno di irrigazione, i fiumi sono solitamente asciutti. La loro violenza quando sono in piena li rende difficili da controllare, inoltre non sono navigabili. Il fiume Buna costituisce un'eccezione. È dragato fra Scutari e il mare Adriatico e può essere navigato con piccole navi. Mentre nelle montagne i fiumi mantengono saldamente il proprio corso, nelle pianure più basse il percorso cambia costantemente, rovinando gran parte della terre coltivabili che generano.
Il fiume Drin è il corso d'acqua più grande e più costante. Alimentato dallo scioglimento delle nevi sulle montagne settentrionali e orientali e dalle precipitazioni stagionali più equamente distribuite in quelle zone, la sua portata non ha le variazioni estreme caratteristiche di quasi tutti gli altri fiumi nel Paese. La sua portata normale varia secondo la stagione soltanto di circa un terzo. È lungo 282 chilometri e il bacino copre quasi 5.957 chilometri quadrati in Albania. Raccogliendo anche le acque della parte del Kosovo al di qua dello spartiacque adriatico e dei tre laghi di confine (il lago grande Prespa tributa al lago di Ocrida attraverso un torrente sotterraneo), il suo bacino totale comprende circa 15.540 chilometri quadrati .
Sempre a nord si trova il bacino comune dei fiumi Fan e Mat. Il fiume Shkumbini costituisce la tradizionale linea di separazione tra il Nord, ghego e prima del XV secolo cattolico, e il Sud, tosco e in passato ortodosso.

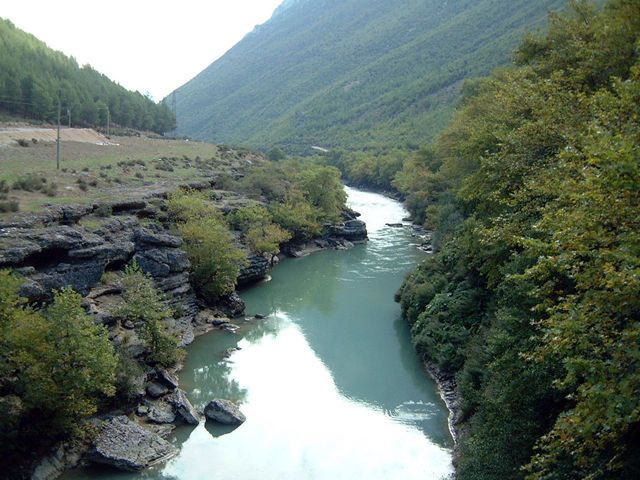
Fiume Voiussa

Il Seman e la Voiussa sono gli unici altri fiumi, oltre al Drin, che sono lunghi più di 160 chilometri e hanno bacini più grandi di 2.600 chilometri quadrati. Questi fiumi raccolgono le acque delle regioni meridionali e, riflettendo la distribuzione stagionale di pioggia, sono torrenti nell'inverno e quasi si asciugano di estate, nonostante la loro lunghezza. Questa natura variabile inoltre caratterizza molti corsi d'acqua più brevi. In estate, la maggior parte di loro hanno una portata che è meno di un decimo rispetto alla media invernale, se non sono complessivamente in secca.
Anche se i sedimenti trasportato dai torrenti montani continuano a essere depositati i nuovi depositi ritardano lo sfruttamento. I letti dei fiumi si alzano quando il limo viene depositato ed eventualmente diventano più alti del terreno circostante. Lo spostamento dei letti inficia lo sviluppo in molte zone. I vecchi letti si trasformano in barriere per un drenaggio adeguato e creano paludi. È difficile costruire strade o ferrovie attraverso le pianure o usare altrimenti la terra.

### Laghi
Nella parte settentrionale del Paese si trova il lago di Scutari (Liqeni i Shkodres), il maggiore lago della penisola balcanica, occupa una depressione tettonica ed è alimentato in parte da un complesso sistema di corsi d'acqua provenienti dalle Alpi Dinariche e in parte da fenomeni di carsismo.
I tre laghi dell'Albania orientale, il lago di Ocrida (Liqeni Ohrit), il Grande Prespa (Prespa e Madhe) e il Piccolo Prespa (Prespa e Vogël), sono isolati e pittoreschi. Gran parte del territorio nelle loro vicinanze non è eccessivamente ripido e ospita una popolazione più grande che qualunque altra parte interna del Paese. Il confine orientale dell'Albania attraversa il lago di Ocrida; quasi tutto il Prespa e Vogël è in Grecia; il punto a cui i confini dei tre stati si toccano è nel lago Prespa. Ciascuno dei due più grandi laghi ha una superficie di circa 260 chilometri quadrati e Prespa e Vogël è grande circa un quinto degli altri. La superficie è situata a circa 695 metri nel lago di Ocrida e a 855 metri negli altri due laghi.

## Clima
Avendo la costa affacciata sui mari Adriatico e Ionio, le regioni montuose appoggiate all'elevata massa dei Balcani e l'intero Paese che si trova a una latitudine soggetta a diverse caratteristiche climatiche durante le stagioni estiva e invernale, l'Albania ha un elevato numero di regioni climatiche considerata la sua modesta superficie. Le pianure litoranee hanno tipicamente un clima mediterraneo; le regioni montuose hanno un clima continentale. Sia nelle pianure che nell'interno, il clima varia marcatamente da nord a sud.
Le pianure hanno inverni miti, con una temperatura media di 10 °C. In estate la temperatura media è molto alta, di circa 34-35 °C, l'umidità molto bassa. Nelle pianure del sud le temperature medie sono di circa 14 gradi, le più alte del Paese. La differenza è più marcata durante l'estate e meno d'inverno.
Le temperature nell'interno sono influenzate più dalle differenze in altitudine che in latitudine o in qualunque altro fattore. Le basse temperature d'inverno nelle montagne sono causate dalle masse d'aria continentali che dominano il clima dell'Europa orientale. I venti sono in prevalenza nord-orientali. Le temperature medie d'estate sono più basse che nelle zone costiere e molto più basse alle elevate altitudini, ma l'escursione termica giornaliera è maggiore. Le temperature massime giornaliere nei bacini dell'interno e nelle valli dei principali fiumi sono molto alte, ma le notti sono quasi sempre fresche.
Le precipitazioni medie sono abbondanti, come risultato della convergenza delle correnti d'aria prevalenti del vicino Mediterraneo orientale e delle masse d'aria continentali. Poiché solitamente vengono a contatto dove il terreno si eleva le piogge più abbondanti si hanno nelle regioni montagnose centrali. Correnti verticali iniziate quando l'aria del Mediterraneo orientale è sollevata, inoltre, causano frequenti temporali. Molte di queste tempeste sono accompagnate da alti venti locali e da piogge torrenziali.
Quando la massa d'aria continentale è debole i venti mediterranei portano la loro umidità più lontano all'interno. Quando c'è una massa d'aria continentale dominante, l'aria fredda si rovescia sulle zone della pianeggianti; questo succede più frequentemente d'inverno. Poiché le temperature invernali più basse danneggiano i campi agricoli, questi ultimi sono limitati a luoghi riparati esposti a sud e a ovest, anche nelle zone con temperature medie invernali più alte.
Le piogge in pianura variano in media da 1.000 mm a più di 1.500 mm annuali, con i livelli più elevati a nord. Quasi 95% della pioggia cade d'inverno.
Le piogge nelle alte catene montuose sono più intense. Non sono disponibili sufficienti statistiche, e le valutazioni variano ampiamente, ma le medie annuali sono probabilmente di circa 1.800 mm e in alcune zone del nord arrivano a 2.550 mm. Le variazioni stagionali sono meno marcate che nella zona costiera.
Le più alte montagne interne ricevono meno precipitazioni che le regioni montagnose intermedie. Differenze nel territorio causano grandi variazioni locali, ma la distribuzione stagionale è la più costante.